# 马尔姆帕肯站
马尔姆帕肯站（丹麥語：Malmparken Station）是丹麦国家铁路下属的哥本哈根市郊铁路的一个车站，位于丹麦首都大区巴勒鲁普自治市。

## 外部連結
- 丹麦国家铁路官网对马尔姆帕肯站的介绍 （页面存档备份，存于）（丹麦文）